# マイケル・ベイツ (アメリカンフットボール)
マイケル・ダイオン・ベイツ（Michael Dion Bates、1969年12月19日 - ）は、アメリカ合衆国のアメリカンフットボール選手、陸上競技選手。1992年バルセロナオリンピックの銅メダリストである。

## 経歴
ベイツはアリゾナ州ツーソンのハイスクール時代からアメリカンフットボールと陸上競技の選手として有名で、新聞や雑誌などでも取り上げられるほど評価が高かった。
ベイツは、1989年、1990年と2年連続して、パシフィック・テン・カンファレンスにおいて、陸上競技の100m、200mを制覇した。また、全米大学選手権でも、1989年に、4×100mリレーでアリゾナ大学の代表メンバーの一員として、2位となった経歴を持つ。1992年のバルセロナオリンピック代表を決める全米選手権の200mに出場し、20秒01の自己ベストを出しオリンピック出場を決める。
バルセロナオリンピックでは、全米選手権も制していた同じアメリカのマイケル・ジョンソンが食中毒のため準決勝で敗退。決勝は、アメリカのマイク・マーシュ、ナミビアのフランク・フレデリクスに次いで20秒38で3位となり、ベイツは銅メダルを手にした。

### 陸上競技での実績
| 年   | 大会             | 場所                       | 種目 | 結果 | 記録   |
| ---- | ---------------- | -------------------------- | ---- | ---- | ------ |
| 1991 | ユニバーシアード | シェフィールド（イギリス） | 100m | 1位  | 10秒17 |
| 1992 | オリンピック     | バルセロナ（スペイン）     | 200m | 3位  | 20秒38 |

## アメリカンフットボールでの経歴
ベイツはアリゾナ大学でアメリカンフットボールの選手としても活躍。1992年のNFLドラフトでシアトル・シーホークスから全体で150番目に指名される。ただし、チームに参加したのはオリンピックが終わった後の1993年のシーズンからであった。
ベイツは、NFL通算10シーズンのうち6シーズンをカロライナ・パンサーズに在籍。NFLでは俊足を生かし、キックオフリターナーとして活躍。キックオフリターンタッチダウン5回を含め、キックオフリターンで9110ヤードを記録。特に、パンサーズに移籍した1996年には、キックオフリターンタッチダウン1回を含め、キックオフリターン33回で998ヤードを獲得。平均獲得ヤード30.2ヤードというすばらしい成績を残した。パンサーズ時代の1996年から5年間、プロボウルに出場しオールプロにも選ばれている。また、1990年代オール・ディケイド・チームにも選出されている。
弟のマリオ・ベイツも1992年にNFLニューオーリンズ・セインツからドラフト第2ラウンドで指名され、セインツ、アリゾナ・カージナルスでプレイした選手である。

### 所属チーム
- シアトル・シーホークス （1993年 - 1994年）
- クリーブランド・ブラウンズ （1995年）
- カロライナ・パンサーズ （1996年 - 2000年）
- ワシントン・レッドスキンズ （2000年）
- カロライナ・パンサーズ （2002年）
- ダラス・カウボーイズ （2003年）
- ニューヨーク・ジェッツ （2003年）